# Écologie des écosystèmes
 (décembre 2021).
La mise en forme du texte ne suit pas les recommandations de Wikipédia : il faut le « wikifier ».
Les points d'amélioration suivants sont les cas les plus fréquents. Le détail des points à revoir est peut-être précisé sur la page de discussion.
- Les titres sont pré-formatés par le logiciel. Ils ne sont ni en capitales, ni en gras.
- Le texte ne doit pas être écrit en capitales (les noms de famille non plus), ni en gras, ni en italique, ni en « petit »…
- Le gras n'est utilisé que pour surligner le titre de l'article dans l'introduction, une seule fois.
- L'italique est rarement utilisé : mots en langue étrangère, titres d'œuvres, noms de bateaux, etc.
- Les citations ne sont pas en italique mais en corps de texte normal. Elles sont entourées par des guillemets français : « et ».
- Les listes à puces sont à éviter, des paragraphes rédigés étant largement préférés. Les tableaux sont à réserver à la présentation de données structurées (résultats, etc.).
- Les appels de note de bas de page (petits chiffres en exposant, introduits par l'outil «  Source ») sont à placer entre la fin de phrase et le point final[comme ça].
- Les liens internes (vers d'autres articles de Wikipédia) sont à choisir avec parcimonie. Créez des liens vers des articles approfondissant le sujet. Les termes génériques sans rapport avec le sujet sont à éviter, ainsi que les répétitions de liens vers un même terme.
- Les liens externes sont à placer uniquement dans une section « Liens externes », à la fin de l'article. Ces liens sont à choisir avec parcimonie suivant les règles définies. Si un lien sert de source à l'article, son insertion dans le texte est à faire par les notes de bas de page.
- La présentation des références doit suivre les conventions bibliographiques. Il est recommandé d'utiliser les modèles {{Ouvrage}}, {{Chapitre}}, {{Article}}, {{Lien web}} et/ou {{Bibliographie}}. Le mode d'édition visuel peut mettre en forme automatiquement les références.
- Insérer une infobox (cadre d'informations à droite) n'est pas obligatoire pour parachever la mise en page.

Pour une aide détaillée, merci de consulter Aide:Wikification.
Si vous pensez que ces points ont été résolus, vous pouvez retirer ce bandeau et améliorer la mise en forme d'un autre article.

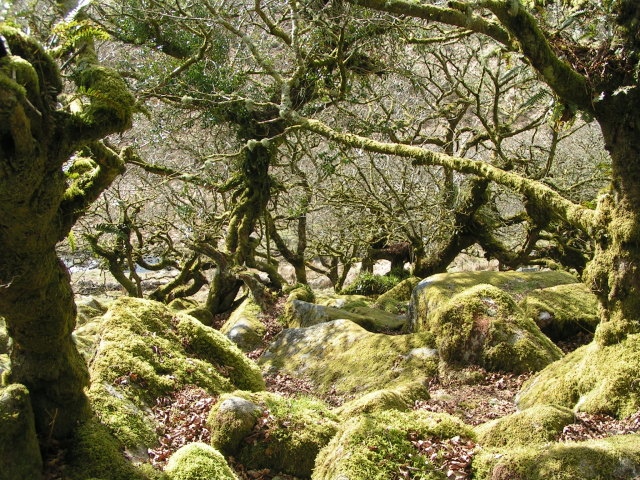
Le riche écosystème du Bois de Wistman, l'une des dernières anciennes forêts pluviales tempérées préservées d'Angleterre.

L’écologie des écosystèmes est l'étude intégrée des composants vivants (biotiques) et non-vivants (abiotiques) des écosystèmes et de leurs interactions dans un cadre écologique. Cette science examine le fonctionnement des écosystèmes et le relie à leurs composants tels que les produits chimiques, la roche-mère, le sol, les plantes et les animaux.
L'écologie des écosystèmes examine les structures physiques et biologiques et étudie comment ces caractéristiques des écosystèmes interagissent entre elles. En définitive, cela nous aide à comprendre comment maintenir une eau de haute qualité et une production de marchandises économiquement viable. L'écologie des écosystèmes se concentre principalement sur les processus fonctionnels, c'est-à-dire les mécanismes écologiques qui maintiennent la structure et les services produits par les écosystèmes. Il s'agit notamment des interactions trophiques primaires.
Les études sur la fonction des écosystèmes ont grandement amélioré la compréhension humaine de la production durable de plantes fourragères, de fibres, de combustibles et de l'approvisionnement en eau. Les processus fonctionnels sont influencés par le climat, les perturbations et la gestion aux niveaux régional et local. Ainsi, l'écologie des écosystèmes fournit un cadre puissant pour identifier les mécanismes écologiques qui interagissent avec les problèmes environnementaux mondiaux, en particulier le réchauffement climatique et la dégradation des eaux de surface.
Ces exemples illustrent plusieurs aspects importants des écosystèmes :
1. Les limites des écosystèmes sont souvent nébuleuses et peuvent fluctuer dans le temps ;
2. Les organismes au sein des écosystèmes sont dépendants des processus biologiques et physiques au niveau de l'écosystème ;
3. Les écosystèmes adjacents interagissent étroitement et sont souvent interdépendants pour le maintien de la structure de la communauté et des processus fonctionnels qui maintiennent la productivité et la biodiversité.

Ces caractéristiques posent également des problèmes pratiques dans la gestion des ressources naturelles. Qui va gérer quel écosystème ? La coupe de bois dans la forêt dégradera-t-elle la pêche récréative dans le cours d'eau ? Les gestionnaires fonciers ont du mal à répondre à ces questions alors que la frontière entre les écosystèmes reste floue, même si les décisions prises dans un écosystème affectent l'autre. Nous devons mieux comprendre les interactions et les interdépendances de ces écosystèmes et les processus qui les maintiennent avant de pouvoir commencer à répondre à ces questions.
L'écologie des écosystèmes est un domaine d'étude intrinsèquement interdisciplinaire. Un écosystème individuel est composé de populations d'organismes, qui interagissent au sein de communautés et contribuent au cycle des nutriments et au flux d'énergie. L'écosystème est la principale unité d'étude en écologie des écosystèmes.
L'écologie des populations, des communautés et de la physiologie fournit un grand nombre des mécanismes biologiques sous-jacents qui influencent les écosystèmes et les processus qu'ils entretiennent. Le flux d'énergie et le cycle de la matière au niveau de l'écosystème sont souvent examinés en écologie des écosystèmes, mais, dans l'ensemble, cette science est définie davantage par son sujet que par son échelle. L'écologie des écosystèmes aborde les organismes et les réservoirs abiotiques d'énergie et de nutriments comme un système intégré, ce qui la distingue des sciences associées telles que la biogéochimie.
La biogéochimie et l'hydrologie se concentrent sur plusieurs processus écosystémiques fondamentaux tels que le cycle chimique des nutriments à médiation biologique et le cycle physico-biologique de l'eau. L'écologie des écosystèmes constitue la base mécaniste des processus régionaux ou mondiaux englobés par l'hydrologie paysage-région, la biogéochimie mondiale et la science du système terrestre.